# شين وي تشوان
شين وي تشوان (بالإنجليزية: Chien Wei-chuan) المعروفة أيضا باسم روزا تشين (بالإنجليزية: Rosa Chien) (من مواليد 8 مارس 1971) هي لاعبة كرة السلة من تايوان.
شاركت في دورة الألعاب الآسيوية 2006 في الدوحة، قطر.

## روابط خارجية
- شين وي تشوان على موقع الاتحاد الدولي لكرة السلة (الإنجليزية)
- شين وي تشوان على موقع الاتحاد الدولي لكرة السلة (الإنجليزية)
- شين وي تشوان على موقع الاتحاد الدولي لكرة السلة (الإنجليزية)
- شين وي تشوان على موقع كرة السلة الأوروبية.كوم (الإنجليزية)
- شين وي تشوان على موقع بروبوليرز (الإنجليزية)